# ليلاند ساج
ليلاند ساج (بالإنجليزية: Leland Sage)‏ هو مؤرخ أمريكي، ولد في 23 أبريل 1899، وتوفي في 16 فبراير 1989.